# 865

## Narození
- perský učenec Abú Bakr Mohammed ibn Zakaríja ar-Rází

## Úmrtí
- Ragnar Lodbrok, legendární král Švédska a Dánska
- Ethelbert Wessexský, anglosaský král Wessexu (* asi 836)

## Hlavy státu
- Velkomoravská říše – Rostislav
- Papež – Mikuláš I. Veliký
- Anglie
  - Wessex – Kent – Ethelbert – Ethelred
  - Mercie – Burgred
- Skotské království – Konstantin I.
- Východofranská říše – Ludvík II. Němec
- Západofranská říše – Karel II. Holý
- První bulharská říše – Boris I.
- Kyjevská Rus – Askold a Dir
- Byzanc – Michael III.
- Svatá říše římská – Ludvík II. Němec